# Jenna Bass
Jenna Cato Bass, née en 1986, est une réalisatrice, photographe, productrice et autrice sud-africaine. Elle publie des nouvelles sous le pseudo de Constance Myburgh, dont l'une a été sélectionnée pour le prix Caine 2012. Dans ses réalisations cinématographiques, elle démontre qu'il devient possible de tourner une vidéo de qualité cinématographique avec un simple smartphone, pour produire des films qui recueillent des avis critiques favorables dans des festivals internationaux et abordent des sujets clivants de la société contemporaine sud-africaine.

## Biographie
Jenna Bass naît à Londres et grandit en Afrique du Sud. Elle pratique dans un premier temps la magie après être passée par le College of Magic, un établissement du Cap enseignant cet art de l'illusion. Elle est ensuite diplômée du campus du Cap de l'AFDA, l'école de l'économie créative..
En 2011, Jenna Bass se consacre à l'écriture et fonde Jungle Jim, un magazine de fiction. Le numéro 6 de ce magazine présente son roman policier Hunter Emmanuel, qui traite d'une enquête sur une prostituée démembrée. Ce récit est présélectionné pour le  Caine Prize for African Writing en 2012,.
Elle se lance en parallèle dans la réalisation audiovisuelle. Une de ses premières créations est un court métrage de 25 minutes en 2009, The Tunnel, dont l’action se déroule au Zimbabwe, sélectionné pour la Berlinale et par le festival du film de Sundance. Le premier long métrage de Bass, Love the One You Love, est tourné avec un Jenna Bass extrêmement réduit en utilisant des caméras grand public. Elle y est tout à la fois scénariste, chef opératrice, directrice de la photographie, monteuse et productrice. Le film raconte l'histoire d'une opératrice de téléphone rose, de son compagnon, maître-chien dans un chenil et d’un de ses clients, un informaticien blanc qui n’arrive pas à se remettre d’une récente séparation. Ces couples se demandent si leurs relations ne sont pas manipulées dans le cadre d'un mystérieux complot,. Jenna Bass s’amuse du sentiment de paranoïa, sur fond de ségrégation raciale, et des superstitions subsistant dans son pays. Le film  passe dans différents festivals et remporte le prix du meilleur long métrage sud-africain au Festival international du film de Durban en 2014.
High Fantasy, sorti en 2017 est un thriller satirique sur un groupe de jeunes voyageurs qui échangent mystérieusement leurs corps lors d'un voyage en camping. Tourné sur des iPhones en recourant à l'improvisation, le film explore « l'enchevêtrement désordonné de la race, de la classe et de l'identité de genre dans l'Afrique du Sud d'aujourd'hui ». Elle démontre également avec ce film qu'il devient possible de tourner une vidéo de qualité cinématographique avec un simple smartphone. Le film est  présenté pour la première fois au Festival international du film de Toronto.
Flatland, diffusé en 2019, est un western sud-africain un peu kitsch dans l’Afrique du Sud contemporaine à travers le désert du Karoo, sondant, là encore, la société sud-africaine, ses inégalités raciales et ses inégalités entre hommes et femmes,,. Il est choisi comme film d'ouverture, pour la section dite Panorama, de la Berlinale 2019.
Good Madam, diffusé en 2021, est un film d'horreur. Il évoque le contexte des relations raciales en Afrique du Sud dans les années qui ont suivi la fin de l'apartheid, avec une jeune femme, mère célibataire, qui revient vivre avec sa mère  alors que celle-ci travaille comme aide-soignante à domicile auprès d'une femme blanche âgée. Le film a été présenté en avant-première au Festival international du film de Toronto.

## Créations

### Nouvelles
Sous le pseudo de Constance Myburgh :
- 'A Hole in the Ground', Jungle Jim, n° 2
- 'Hunter Emmanuel', Jungle Jim, n° 6

### Films
- 2010 : The Tunnel, court métrage,
- 2014 : Love the One You Love
- 2019 : Sizohlala
- 2019 : Flatland - Trois Horizons
- 2019 : Neighbours
- 2021 : Good Madam

## Productions
- 2018 : Rafiki, réalisé par Wanuri Kahiu, sélectionné au festival de Cannes.